# Савиџ-Гилфорд (Мериленд)
Савиџ-Гилфорд (енгл. Savage-Guilford) град је у америчкој савезној држави Мериленд.

## Демографија
По попису из 2000. године број становника је 12.918.
| Група             | 2000.         | 2010.    |
| Белци             | 8.256 (63,9%) | 0 (0,0%) |
| Афроамериканци    | 3.015 (23,3%) | 0 (0,0%) |
| Азијати           | 760 (5,9%)    | 0 (0,0%) |
| Хиспаноамериканци | 468 (3,6%)    | 0 (0,0%) |
| Укупно            | 12.918        | 0        |